# ギュンター・ラドゥシュ
ギュンター・ラドゥシュ（Günther Radusch、1912年 11月11日 - 1988年 7月29日）は、第二次世界大戦時のドイツ空軍で6番目に撃墜数の多い夜間戦闘機のエース・パイロットである。また柏葉付騎士鉄十字勲章の受勲者である。騎士鉄十字勲章とそれより上位の柏葉剣付は戦場での卓越した行為や軍事上のリーダーシップを発揮した者に授与された。ギュンター・ラドゥシュは合計65機の撃墜を記録した。その内の1機はスペイン内戦で、57機の4発爆撃機を含む残りの64機は140回以上の夜間の作戦飛行での戦果であった。

## 経歴
学生時代は熱心なグライダー操縦士であったラドゥシュは空軍に転籍する以前はドイツ陸軍で軍役に就いていた。ギュンター・リュッツオウ、ヴォルフガング・ファルク、ハンネス・トラウトロフトといった他9名と共にラドゥシュはロシアのリペツク戦闘機パイロット学校での「特別訓練」（Sonderausbildung）の要員に推薦された。1936年10月にコンドル軍団の一員の少尉としてスペインへ送られた。1937年4月22日に自身のスペイン内戦での唯一の撃墜を記録したが、同僚パイロットである第88戦闘飛行隊/第2中隊のフランツ・ハイルマイヤー（Franz Heilmayer）軍曹も1機のポリカルポフ I-15を撃墜していたことから、このどちらかの戦果が7機撃墜のエースパイロットであるフェリペ・デル・リオ・クレスポ（Felipe del Río Crespo）の乗機であった。また、ラドゥシュはスペインでハインケル He 112 B-1の実戦でのテストも行った。スペインでの功績により剣付スペイン十字章金章 (Spanienkreuz in Gold mit Schwertern) を授与された。

## 受勲
- 剣付スペイン十字章金章[1]
- 空軍名誉杯（1942年10月19日）[1]
- ドイツ十字章金章（1943年2月13日）：第3夜間戦闘航空団/第II飛行隊の少佐として[6]
- 鉄十字章
  - 2級
  - 1級
- 柏葉剣付騎士鉄十字章
  - 騎士鉄十字章（1943年8月29日）：第3夜間戦闘航空団/第II飛行隊の飛行隊長の少佐として[7]
  - 柏葉 第444号（1941年7月20日）：第5夜間戦闘航空団の戦闘航空団司令の中佐として[脚注 2]

## 参照
出典
1. 1 2 3 4  Obermaier 1989, p. 63.
2. ↑  Braatz 2005, pp. 28–51.
3. ↑  Forsyth 2011, p. 25.
4. ↑  Forsyth 2011, p. 58.
5. ↑  Forsyth 2011, p. 33.
6. ↑  Patzwall and Scherzer 2001, p. 364.
7. 1 2  Scherzer 2007, p. 610.

参考文献
- Braatz, Kurt (2005). Gott oder ein Flugzeug – Leben und Sterben des Jagdfliegers Günther Lützow (in German). NeunundzwanzigSechs Verlag. ISBN 3-9807935-6-7.
- Fellgiebel, Walther-Peer (2000). Die Träger des Ritterkreuzes des Eisernen Kreuzes 1939–1945. Friedburg, Germany: Podzun-Pallas. ISBN 3-7909-0284-5.
- Forsyth, Robert (2011). Aces of the Legion Condor. Oxford, UK: Osprey Publishing. ISBN 978-1-84908-347-8.
- Obermaier, Ernst (1989). Die Ritterkreuzträger der Luftwaffe Jagdflieger 1939 – 1945 (in German). Mainz, Germany: Verlag Dieter Hoffmann. ISBN 3-87341-065-6.
- Patzwall, Klaus D. and Scherzer, Veit (2001). Das Deutsche Kreuz 1941 – 1945 Geschichte und Inhaber Band II. Norderstedt, Germany: Verlag Klaus D. Patzwall. ISBN 3-931533-45-X.
- Schaulen, Fritjof (2005). Eichenlaubträger 1940 – 1945 Zeitgeschichte in Farbe III Radusch – Zwernemann (in German). Selent, Germany: Pour le Mérite. ISBN 3-932381-22-X.
- Scherzer, Veit (2007). Die Ritterkreuzträger 1939–1945 Die Inhaber des Ritterkreuzes des Eisernen Kreuzes 1939 von Heer, Luftwaffe, Kriegsmarine, Waffen-SS, Volkssturm sowie mit Deutschland verbündeter Streitkräfte nach den Unterlagen des Bundesarchives (in German). Jena, Germany: Scherzers Miltaer-Verlag. ISBN 978-3-938845-17-2.